# Cantonul Lavit
Cantonul Lavit este un canton din arondismentul Castelsarrasin, departamentul Tarn-et-Garonne, regiunea Midi-Pyrénées, Franța.

## Comune
- Asques
- Balignac
- Castéra-Bouzet
- Gensac
- Gramont
- Lachapelle
- Lavit (reședință)
- Mansonville
- Marsac
- Maumusson
- Montgaillard
- Poupas
- Puygaillard-de-Lomagne
- Saint-Jean-du-Bouzet